# Gamma Crateris
Gamma Crateris (15 Crateris) é uma estrela dupla na direção da constelação de Crater. Possui uma ascensão reta de 11h 24m 52.98s e uma declinação de −17° 41′ 02.5″. Sua magnitude aparente é igual a 4.06. Considerando sua distância de 84 anos-luz em relação à Terra, sua magnitude absoluta é igual a 2.01. Pertence à classe espectral A9V.